# Droomstele
De droomstele is de naam die hedendaagse egyptologen hebben gegeven aan de stele uit de 18e dynastie die farao Thoetmosis IV oprichtte aan de voet van de Sfinx van Gizeh. De stele vertelt de droom die Thoemosis IV zegt gehad te hebben.

## Droom

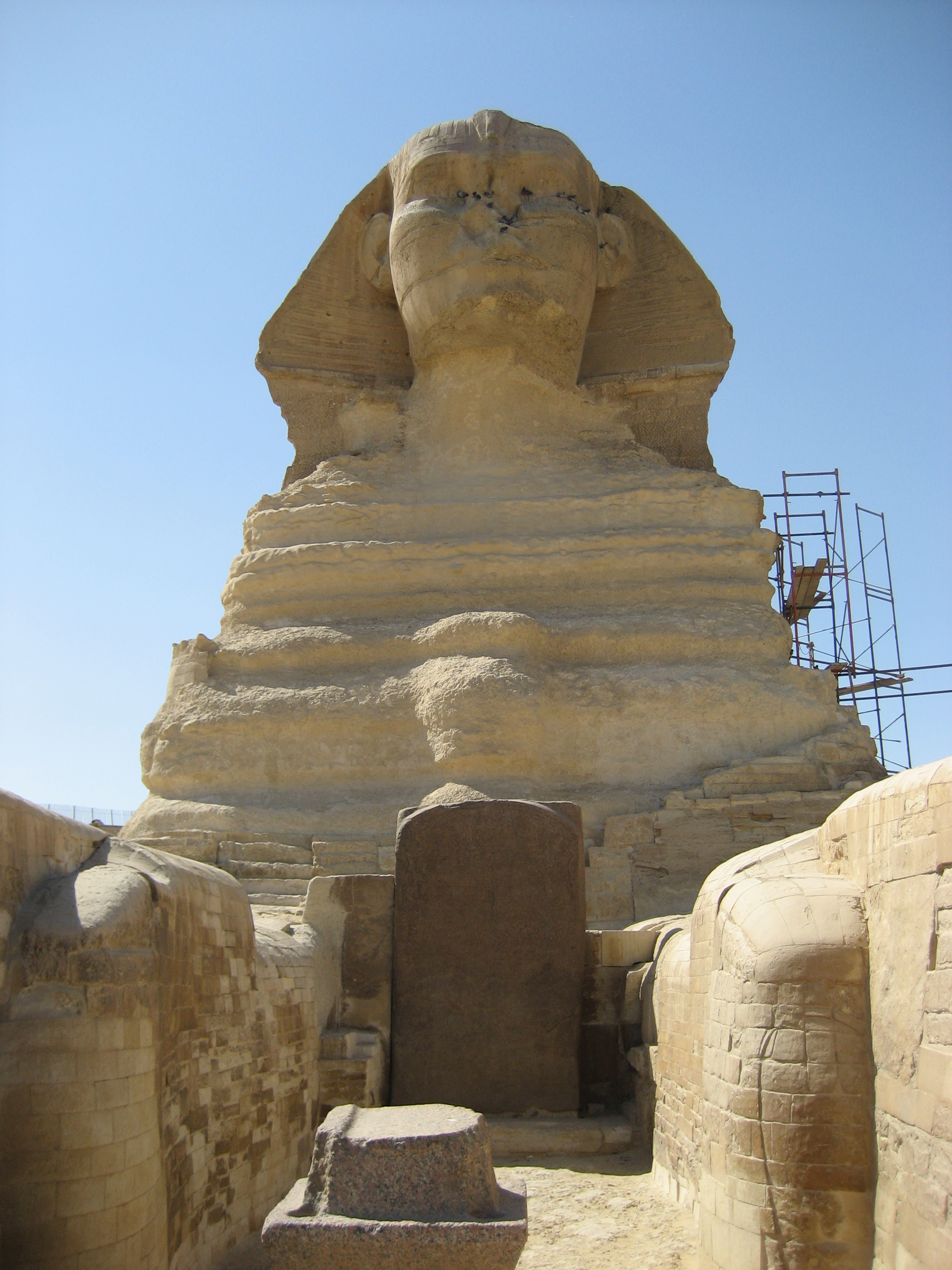
De droomstele tussenn de poten van de Sfinx van Gizeh

Op de droomstele vertelt Thoetmosis IV tijdens het jagen bij de sfinx pauze te hebben genomen en in slaap te zijn gevallen. In zijn droom werd hij benaderd door de geest van Harmachis, die hem de troon beloofde als hij de sfinx bij Gizeh, zou restaureren. Thoetmosis stemde, wellicht vanzelfsprekend, in en begon aan de gigantische klus. De sfinx moest uitgegraven worden en gerepareerd worden. Nadat hij zijn taak volbracht had, plaatste Thoetmosis tussen de poten van de sfinx het stenen tablet, waarop hij zijn verhaal vertelde.
Sommige theologen en egyptologen beschouwen de droomstele als een bewijs dat Thoetmosis IV de farao was van wie Jozef volgens de Bijbel de dromen verklaarde. Het zou aantonen dat Thoetmosis een dromer was en een persoonlijke speurtocht naar de betekenissen van zijn dromen zou houden.

### Citaten uit de stele
- Kijk naar mij, mijn zoon Thoetmosis! Ik ben je vader Horus-m-achet-Re-Atoem, hij die voor het koninkrijk op aarde zijn leven gaf!
- ...ik weet dat je mijn zoon en mijn beschermer bent.

## Complot
Farao Thoetmosis IV was mogelijk niet de eerste, maar de tweede zoon van zijn voorganger Amenhotep II. Historici vermoeden dat Thoetmosis IV zijn oudere broer vermoordde om zelf de macht over Egypte in handen te krijgen. De droomstele gebruikte hij volgens de theorie om zijn koningschap tegenover het volk te rechtvaardigen.

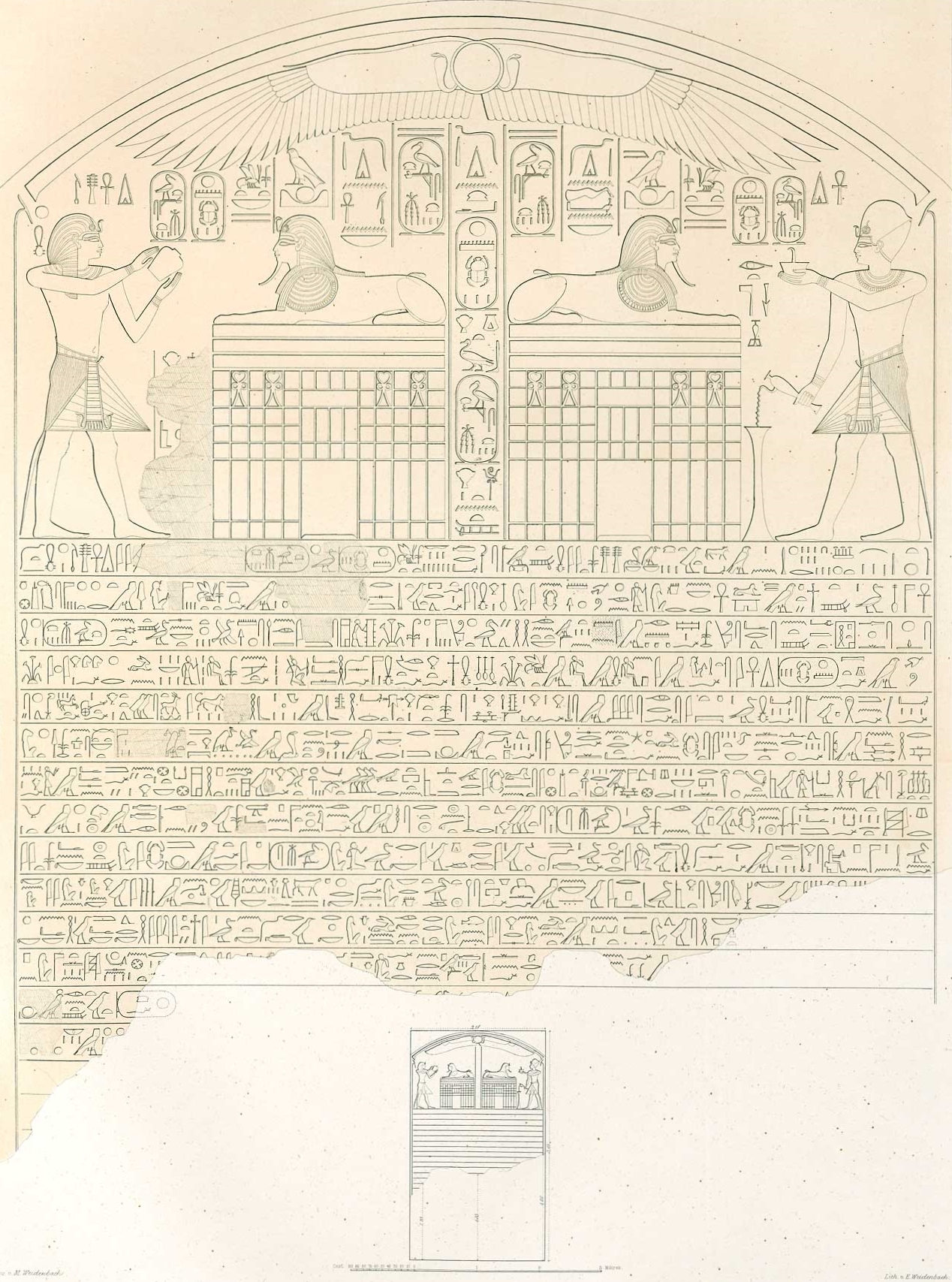
De droomstele zoals vastgelegd door Karl Richard Lepsius